# Ambicodamus southwelli
Espèce
Ambicodamus southwelli est une espèce d'araignées aranéomorphes de la famille des Nicodamidae.

## Distribution
Cette espèce est endémique d'Australie. Elle se rencontre en Nouvelle-Galles du Sud, au Victoria et en Tasmanie.

## Description
Le mâle holotype mesure 5,60 mm et la femelle paratype 6,70 mm.

## Étymologie
Cette espèce est nommée en l'honneur de Geoff Southwell.

## Publication originale
- Harvey, 1995 : The systematics of the spider family Nicodamidae (Araneae: Amaurobioidea). Invertebrate Taxonomy, vol. 9, no 2, p. 279-386.